# NGC 240
NGC 240 je galaksija u zviježđu Ribe.

## Vanjske poveznice
- SEDS: NGC 0240